# Take Me to Church
Take Me to Church è il singolo di debutto del cantautore irlandese Hozier, pubblicato il 13 settembre 2013 come primo estratto dal primo album in studio Hozier.

## Descrizione
La prima versione del brano è stata registrata dal cantautore alle 2 di notte, nella mansarda di casa. Il cantante ha inciso la versione finale in uno studio di Dublino, tenendo la traccia vocale originale.
Il testo, scritto da Andrew Hozier-Byrne, è una metafora con richiami religiosi sulla fine di una storia d'amore. Hozier ha dichiarato:
La canzone ha origine dalla frustrazione di Hozier nei confronti degli insegnamenti della chiesa cattolica. In un'intervista per Rolling Stone il cantante ha dichiarato: "Crescendo ho sempre notato l'ipocrisia della chiesa cattolica. La storia parla da sé, e crescendo ho maturato solo rabbia e frustrazione, e [nella canzone] ho semplicemente messo per iscritto questi sentimenti".
In un'intervista con il New York Magazine ha detto:
Il cantautore nel corso di un'intervista alla radio canadese CBC ha poi aggiunto:
Il brano utilizza la citazione dell'autore ateo Christopher Hitchens "Nato malato, costretto ad essere sano".

## Video musicale
Il videoclip, diretto da Brendan Canty, è stato pubblicato il 25 settembre 2013. Nel video, girato interamente in bianco e nero presso Inniscarra Dam a Cork, in Irlanda, viene affrontato il tema dell'omofobia come atto di denuncia verso le discriminazioni operate in Russia, raccontando la storia d'amore di due ragazzi omosessuali che viene ostracizzata da un gruppo estremista. Hozier non appare nel video.

## Accoglienza
Il brano è entrato per la prima volta nella Irish Singles Chart nell'ottobre 2013, posizionandosi al secondo posto e rimanendovi per quattro settimane. Il brano ha ottenuto il successo internazionale solo verso la metà del 2014, quando entrò nelle classifiche di tutta Europa.
Nel maggio 2014 Hozier ha presentato la canzone al David Letterman Show. Ciò gli ha permesso di ottenere popolarità anche negli Stati Uniti, fino a quando il singolo ha raggiunto il secondo posto della Billboard Hot 100 per tre settimane consecutive tra il dicembre 2014 e gennaio 2015, dietro a Blank Space di Taylor Swift.
Si è rivelata la canzone più ascoltata sul servizio musicale Spotify durante l'intero anno 2014, registrando oltre 87 milioni di streaming.
Il brano ha ottenuto una candidatura alla 57ª edizione dei Grammy Awards nella categoria Canzone dell'anno e durante la serata della premiazione è stato cantato in un duetto/medley da Hozier insieme a Annie Lennox.
Il brano ha ottenuto un iHeartRadio Music Awards nella categoria Alternative Rock Song of the Year, un Billboard Music Award nella categoria Top Rock Song e un Teen Choice Awards nella categoria Choice Rock Song.

## Tracce
Download digitale – singolo
1. Take Me to Church – 4:05

Download digitale – EP
1. Take Me to Church – 4:05
2. Like Real People Do – 3:17
3. Angel of Small Death & the Codeine Scene – 3:38
4. Cherry Wine (Live) – 3:59

CD singolo
1. Take Me to Church – 4:05
2. Run – 3:17

## Classifiche

### Classifiche settimanali
| Classifica (2013-15) | Posizione massima |
| -------------------- | ----------------- |
| Australia            | 2                 |
| Austria              | 1                 |
| Belgio (Fiandre)     | 1                 |
| Belgio (Vallonia)    | 2                 |
| Canada               | 2                 |
| Danimarca            | 4                 |
| Finlandia            | 4                 |
| Francia              | 2                 |
| Germania             | 2                 |
| Irlanda              | 2                 |
| Italia               | 1                 |
| Lussemburgo          | 1                 |
| Norvegia             | 2                 |
| Nuova Zelanda        | 2                 |
| Paesi Bassi          | 2                 |
| Polonia              | 1                 |
| Portogallo           | 69                |
| Regno Unito          | 2                 |
| Repubblica Ceca      | 1                 |
| Spagna               | 6                 |
| Stati Uniti          | 2                 |
| Svezia               | 1                 |
| Svizzera             | 1                 |
| Ungheria             | 1                 |

### Classifiche di fine anno
| Classifica (2014)  | Posizione |
| ------------------ | --------- |
| Belgio (Fiandre)   | 5         |
| Belgio (Vallonia)  | 60        |
| Canada             | 83        |
| Germania           | 61        |
| Irlanda            | 3         |
| Italia             | 37        |
| Regno Unito        | 66        |
| Svizzera           | 35        |
| Classifica (2015)  | Posizione |
| Australia          | 4         |
| Austria            | 15        |
| Belgio (Fiandre)   | 37        |
| Belgio (Vallonia)  | 8         |
| Canada             | 7         |
| Francia            | 7         |
| Germania           | 30        |
| Irlanda            | 12        |
| Italia             | 7         |
| Nuova Zelanda      | 4         |
| Paesi Bassi        | 13        |
| Polonia            | 20        |
| Regno Unito        | 3         |
| Russia             | 1         |
| Spagna             | 32        |
| Stati Uniti        | 14        |
| Stati Uniti (rock) | 2         |
| Svezia             | 12        |
| Svizzera           | 7         |
| Ungheria           | 11        |
| Classifica (2023)  | Posizione |
| Australia          | 85        |
| Regno Unito        | 68        |
| Classifica (2024)  | Posizione |
| Australia          | 57        |
| Regno Unito        | 65        |

### Classifiche di fine decennio
| Classifica (2010-19) | Posizione |
| -------------------- | --------- |
| Stati Uniti          | 91        |

## Cover
- La girl band britannica Neon Jungle ha registrato una cover di Take Me to Church, inclusa nell'edizione deluxe del loro album di debutto Welcome to the Jungle.
- Matt McAndrew ha eseguito Take Me to Church durante la settima edizione statunitense del talent show The Voice. La cover si è posizionata alla numero 5 della classifica di iTunes e alla 92ª posizione della Billboard Hot 100.
- Altri artisti hanno interpretato il brano, tra cui Ed Sheeran, Kiesza, Ellie Goulding e la band melodic death metal canadese The Agonist.

## Altri utilizzi
- Take Me to Church è stata utilizzata per uno spot di Beats by Dr. Dre con LeBron James.
- Il brano è stato utilizzato in alcuni spot per la promozione del film Fury e delle serie televisive Constantine e Major Crimes.
- Inoltre, la canzone è stata cantata nella serie televisiva Glee nell'episodio 6x11.
- Il brano è stato utilizzato come colonna sonora per uno dei trailer ufficiali del film Fury del 2014.
- Il brano è stato parafrasato dal comico Maurizio Crozza nel programma televisivo Crozza nel Paese delle meraviglie del 9 ottobre 2015 col titolo Gay in the Church, dove duettano Elton John e papa Francesco.
- È stato utilizzato come brano di chiusura nella serie televisiva HBO The Leftovers - Svaniti nel nulla, episodio 1x03.
- Fabio Curto, vincitore della terza edizione di The Voice of Italy, ha realizzato una cover del brano, inserita nel suo EP Fabio Curto.
- Il brano è stato utilizzato nella web serie tedesca "Druck" , episodio 3x09
- Il brano è stato utilizzato da Sergej Polunin, ballerino russo, in alcune performances, come il video di David La Chapelle in cui Polunin balla sulla musica di Take Me To Church

## Date di pubblicazione
| Paese       | Data di pubblicazione | Formato                       | Etichetta         |
| ----------- | --------------------- | ----------------------------- | ----------------- |
| Irlanda     | 13 settembre 2013     | Download digitale (EP)        | Rubyworks Records |
| Stati Uniti | 16 settembre 2013     | Download digitale (EP)        | Rubyworks Records |
| Stati Uniti | 24 febbraio 2014      | Adult album alternative radio | Columbia Records  |
| Irlanda     | 20 marzo 2014         | Download digitale             | Rubyworks Records |
| Stati Uniti | 24 giugno 2014        | Modern rock radio             | Columbia Records  |
| Stati Uniti | 8 settembre 2014      | Hot adult contemporary radio  | Columbia Records  |
| Stati Uniti | 16 settembre 2014     | Contemporary hit radio        | Columbia Records  |
| Italia      | 14 novembre 2014      | Contemporary hit radio        | Island Records    |